# Coordinación Ecológica Área Metropolitana Sociedad del Estado
La Coordinación Ecológica Área Metropolitana Sociedad del Estado (CEAMSE) es una empresa pública creada para realizar la gestión integral de los residuos sólidos urbanos del AMBA.
Es propietaria de la autopista Camino Parque del Buen Ayre que atraviesa Ituzaingó-San Miguel-Hurlingham-Tres de Febrero-San Martín-San Isidro.
Desde el 2 de enero de 2025 la empresa publica es presidida por el actual titular de la Asociación del Fútbol Argentino.

## Origen
A medida que la ciudad de Buenos Aires fue creciendo, la producción y disposición final de residuos comenzó a volverse un problema. Por esta razón, a mediados del siglo XIX la Municipalidad comenzó a hacerse cargo de la higiene pública. Los residuos que generaba toda la ciudad eran trasladados por ferrocarril hasta la zona de "La Quema" (hoy barrio de Parque Patricios) donde eran depositados, para su posterior quema al aire libre (de ahí el nombre de "La Quema"). El llamado "Tren de la basura" dejó de funcionar en 1895.
Mientras tanto "La Quema" continuaba expandiéndose abarcando una amplia zona del sur de la Capital, lindante al Riachuelo, área conocida popularmente como el "Vaciadero del Bajo Flores". En sus alrededores se ubicaron galpones de compraventa de residuos cuyos camiones llegaban a los bordes del basural para comprar y cargar los fardos de papel, cartón y trapos que habían juntado los “cirujas”.
Así, en 1910 la Municipalidad inauguró en el primer horno de incineración de basura y para la década del ´30 la ciudad ya contaba con tres usinas incineradoras municipales ubicadas en los barrios de Barracas, Flores y Chacarita. Además, los grandes generadores de residuos (establecimientos industriales, hoteles).
Con el correr del tiempo, estas prácticas también comenzaron a generar una importante contaminación ambiental en la ciudad. Los basurales quedaron asociados a la marginalidad social, por lo tanto, desde los años ´60 comienzan los primeros planes de erradicación de villas miseria del sur de la Capital, paralelamente al proceso de saneamiento de los vaciaderos que se hallaban en la ciudad.

## Creación
En 1976, el intendente de facto de la municipalidad de Buenos Aires Osvaldo Cacciatore, prohíbe la incineración a los particulares y cerró las usinas que estaban en actividad. y crea rellenos sanitarios que serán gestionados por una nueva empresa estatal denominada Cinturón Ecológico Área Metropolitana Sociedad del Estado (CEAMSE), compuesta por los gobiernos de la Ciudad y la Provincia de Buenos Aires, por partes iguales. Dicha empresa surgió en 1977 con un plazo de duración de 100 años, tendría la función de transportar los residuos desde las plantas de transferencia, hasta los rellenos de disposición final. Mientras tanto, quedaría como responsabilidad de cada municipio el barrido de la vía pública y la recolección de los residuos domiciliarios a través de vehículos recolectores.
Los residuos originados en los municipios del Gran Buenos Aires ingresarían directamente a los centros de disposición final. En cambio, en la Ciudad de Buenos Aires, los camiones transportarían la basura recolectada hasta "Estaciones de Transferencia", donde los residuos pasarían a camiones (traillers) de gran capacidad de carga, que serían los encargados de llevar los residuos hasta los Centros de Disposición Final. Las Estaciones de Transferencia tenían como finalidad disminuir los costos de transporte y evitar mayores inconvenientes de tránsito. Asimismo, se prohibía a todos los municipios comprendidos dentro del CEAMSE, la descarga de basura en 
depósitos cerrados o abiertos, incluyendo dicha prohibición cualquier tipo de tarea de "recuperación" de residuos, actividad históricamente conocida como "cirujeo".

## Diseño de los rellenos
Una vez conformada la empresa se fueron declarando de utilidad pública y sujetos a expropiación diversos inmuebles ubicados en los partidos de Tigre, San Fernando, San Isidro, San Martín, Morón, Merlo, La Matanza, Esteban Echeverría, Almirante Brown, Florencio Varela, Quilmes, Avellaneda, Berazategui y Ensenada. Se trataba, en todos los casos, de terrenos bajos e inundables que habían quedado marginados del proceso de urbanización. La recuperación de dichas tierras se haría mediante los rellenos sanitarios utilizando los residuos sólidos producidos en el Área Metropolitana.
El diseño de los Rellenos Sanitarios estaba pensado para evitar la contaminación del subsuelo, por lo que el sector elegido para la disposición de los residuos sería impermeabilizado primero con una barrera de arcilla y luego con una membrana de polietileno de alta densidad. Sobre esa barrera se colocaría una capa de suelo y un sistema de captación de líquidos lixiviados, tras lo cual el relleno estaría en condiciones de entrar en funcionamiento. Todos los Rellenos Sanitarios tendrían una vida útil estimada, una vez colmada su capacidad.
El concepto de "Cinturón Ecológico" hacía referencia a la intención de que los rellenos sanitarios, una vez cerrados, se fuesen convirtiendo en parques recreativos de escala regional, hasta conformar un anillo forestado rodeando toda el área metropolitana de Buenos Aires.
La Primera Etapa del proyecto contemplaba la recuperación de los terrenos adyacentes a la costa del Río de la Plata, entre la Ciudad de Buenos Aires y La Plata, mientras que en la zona norte, se intervendría en las tierras adyacentes al Río Reconquista. Una nueva autopista de cintura funcionaría como columna vertebral de este Sistema Regional de Parques Recreativos.
Las tierras del nuevo Cinturón Ecológico también podrían ser destinadas a la localización de equipamientos de interés público a nivel regional, tales como aeropuertos, hospitales, cementerios o parques de acceso público para la práctica de deportes u otras actividades de esparcimiento, pudiendo transferir a particulares hasta un máximo de un tercio de área total.

### Desarrollo

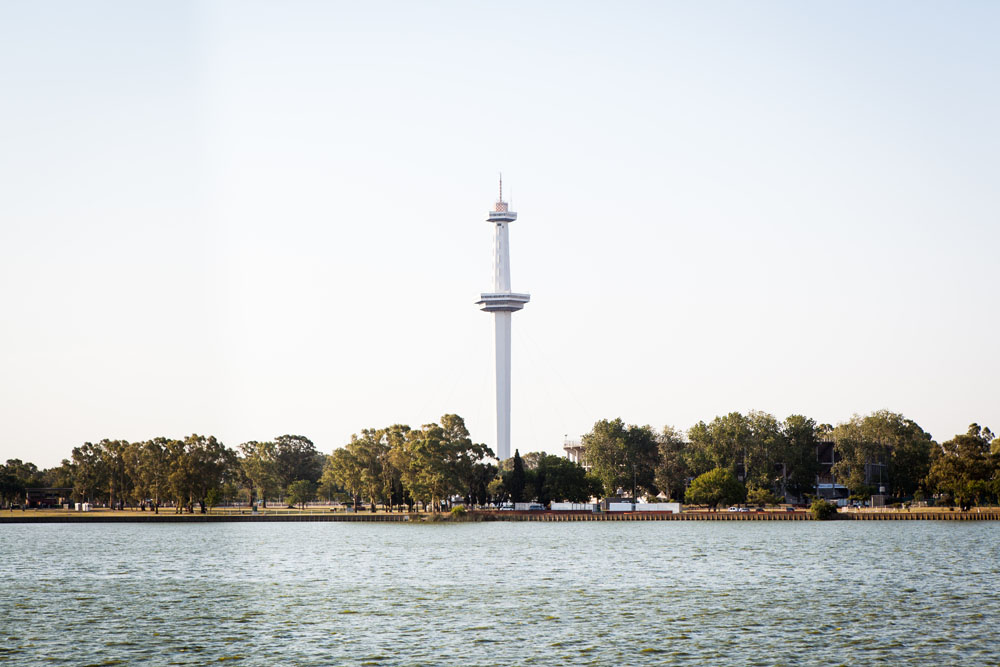
El Parque Roca, fue construido sobre terrenos abandonados recuperados por el Ceamse en 1978.

En 1977 la Ciudad de Buenos Aires procedió a la inmediata clausura y demolición de las tres usinas incineradoras de residuos que funcionaban en la Capital, para construir en su lugar, las "Estaciones de Transferencia" en lugares estratégicos de la Capital: Pompeya, Flores y Colegiales. Paralelamente se procedió al saneamiento del depósito de cenizas y basura de la Ciudad, que fue convertido en el actual polideportivo Parque Roca. Mientras tanto, en la Provincia de Buenos Aires se inauguran los primeros rellenos sanitarios: Bancalari y Villa Dominico.
En 1978 se firma un contrato por 20 años entre el CEAMSE y SYUSA (Saneamiento y Urbanización S.A.), una empresa del grupo Techint. De acuerdo con ese convenio, SYUSA se haría cargo del tratamiento de los residuos entregados por el CEAMSE y de forestar 1500 hectáreas de territorio ubicados sobre la costa del Río de la Plata entre Avellaneda y Quilmes, incluyendo también la construcción de caminos pavimentados y la provisión de alumbrado público. A cambio, la firma recibiría como forma de pago un tercio de las tierras recuperadas.
En 1979, se pone en funcionamiento el relleno sanitario de González Catán y se llama a licitación para la construcción del Camino Parque del Buen Ayre, una autopista a cargo del CEAMSE que conectaría los Accesos Norte y Oeste, como parte del proyecto para consolidar un tercer anillo de circunvalación dentro del Área Metropolitana de Buenos Aires (los otros dos anillos eran la Avenida General Paz y la Ruta Provincial 4). Ese mismo año, la Municipalidad de la Ciudad de Buenos Aires, firmó un convenio con CEAMSE para el llamado a Licitación Pública Internacional con el fin de adjudicar los servicios de recolección de residuos domiciliarios y los originados a partir de la limpieza de calles. Desde entonces, la recolección en la Ciudad de Buenos Aires ha estado a cargo de concesionarios privados. En el conurbano bonaerense, la operatoria de recolección varía según el municipio, ya que algunos procedieron a terciarizarlo, otros configuraron un sistema mixto, y muchos otros continuaron administrándolo en su totalidad.
Por Decreto Ley 9646 de 1980, se declaran de utilidad pública y sujetos a expropiación inmuebles ubicados en los partidos de Vicente López, San Fernando y San Isidro, con destino a la construcción de la "Autopista Ribereña Norte", considerada parte del programa a cargo del CEAMSE aunque, dos años después, el decreto es derogado. Así mismo, en 1981 nuevos decretos comienzan a dejar sin efecto las declaraciones de utilidad pública que incluían a numerosos partidos del conurbano bonaerense. cuatro años después la legislatura provincial sanciona la Ley 10.313, que deja sin efecto las declaraciones de utilidad pública y afectación a expropiación que pesaban sobre inmuebles que iban a pasar al CEAMSE.
En 1982 se inaugura el Camino Parque del Buen Ayre y se completa el sistema regional de disposición final con la inauguración del relleno sanitario de Ensenada.
Poco después, en 1987 la Provincia de Buenos Aires sanciona la ley 10.548 por la que se autoriza al Poder Ejecutivo de la provincia a celebrar un convenio con la Municipalidad de la Ciudad de Buenos Aires con el objeto de desafectar del CEAMSE y reintegrar, en extensión total, al dominio de la Provincia de Buenos Aires las tierras del Parque Pereyra Iraola, convirtiéndolo en un Parque público. Ese mismo año, la empresa pasó a llamarse "Coordinadora Ecológica Área Metropolitana Sociedad del Estado", en lugar de "Cinturón Ecológico". Esta modificación respondía a que a partir de allí, la empresa solo se limitaría al relleno sanitario, no teniendo más como objetivo la parquización de las tierras recuperadas. 
En 1993, poco antes de la expiración del contrato de veinte años entre CEAMSE y SYUSA, ambas empresas comienzan a tramitar diversas modificaciones al contrato que concluyen con la eliminación de las obligaciones del contratista de entregar 1.500 hectáreas forestadas con una infraestructura vial desarrollada. A pesar de ello, siguió vigente el pago con tierras, comprometido al inicio del contrato.
El CEAMSE incorporó a fines de la década de 1990 el concepto de “complejo ambiental” para transformar lo que eran zonas de disposición final controlada en ámbitos donde la basura recibe un conjunto de procesos tendientes a reciclar los residuos para que puedan volver al circuito productivo y donde la tecnología permite no sólo reducir el impacto ambiental sino también aprovechar los gases de la materia orgánica en descomposición para generar energías renovables.
En 2013 la empresa SYUSA presentó los estudios requeridos para la zonificación y el "Master Plan" del área que le había sido entregada por el CEAMSE: el proyecto de urbanización fue bautizado como "Nueva Costa del Plata". La zonificación fue aprobada por el Concejo Deliberante de la Ciudad de Avellaneda ese mismo año y la Provincia de Buenos Aires, lo convalidó en 2010. A principios de 2012, se iniciaron las obras de adecuación de suelos en la zona correspondiente al Municipio de Avellaneda. La empresa aún gestiona las aprobaciones correspondientes al Municipio de Quilmes.
En 2014 tras un año de construcción y pruebas, comenzó a funcionar la primera planta de separación de residuos con tecnología MBT (Tratamiento Mecánico Biológico) de la Argentina. Inaugurada por el gobernador de la provincia de Buenos Aires, Daniel Scioli, costó 170 millones de pesos y está pensada para reducir en buena parte el volumen de Residuos sólidos urbanos. Es una de las más modernas de América Latina. Posteriormente ese año se inauguró otra planta de tratamiento mecánico biológico que proyecta procesar mil toneladas por día de residuos, con un importante impacto social y ecológico en la región con la utilización de tecnología italiana se separará el contenido orgánico del reciclable – como plásticos, papel y aluminio – que podrá reintroducirse en el circuito productivo.

## Historia
Con el objetivo de evitar la contaminación ambiental que producían estas prácticas en 1976, durante la intendencia de Osvaldo Cacciatore, en la ciudad de Buenos Aires se prohibió la quema a particulares y se cerraron las usinas que estaban operando. La nueva estrategia fue emplear rellenos sanitarios, para eso se creó CEAMSE, propiedad del Gobierno de la Ciudad de Buenos Aires-Gobierno de la Provincia de Buenos Aires, empresa que empezó a encargarse de transportar los residuos desde las zonas de acopio y realizar su disposición final.
En 1999 se incorporaron sus cuatro Complejos Ambitales en el Gran Buenos Aires para transformar lo que eran zonas de disposición final controlada en ámbitos donde la basura recibe un conjunto de procesos tendientes a reciclar los residuos, para que puedan volver al circuito productivo y donde la tecnología permite no sólo reducir el impacto ambiental sino también aprovechar los gases de la materia orgánica en descomposición para generar energías renovables.

## Espacios Verdes
- Vivero Experimental Ingeniero Forestal José Luis Giannoni (Villa Domínico)
- Ceamse Norte III Parque Temático (Loma Hermosa)
- Parque Malvinas Argentinas (Villa Udaondo)
- Parque San Martin (San Martín)

## Complejos Ambientales
- Complejo Ambiental Norte (José León Suárez)
- Complejo Ambiental (Ensenada)
- Complejo Ambiental (Villa Domínico)
- Complejo Ambiental (González Catán)

## Centro de Investigaciones y Desarrollo
Creado por el CEAMSE, es el centro de investigación y de incorporación de avances tecnológicos,siempre respondiendo al objetivo principal de mejorar el servicio y el cuidado del ambiente.Está ubicado en el Complejo Ambiental en Villa Domínico.